# Wybory parlamentarne w Bangladeszu w 2008 roku
Wybory parlamentarne w Bangladeszu w 2008 roku odbyły się 29 grudnia. Około 1500 kandydatów ubiegało się 300 miejsc w unikameralnym parlamencie Bangladeszu - Zgromadzeniu Narodowym.
Uprawnionych do głosowania było 81 mln mieszkańców. Na terenie kraju otwarto 35 tysięcy lokali wyborczych, czynnych od 8.00 do 16.00. Przebieg wyborów monitorowało ponad 200 tysięcy obserwatorów, z czego 2 tysiące z zagranicy.

## Okoliczności
Początkowo wybory parlamentarne miały odbyć się w styczniu 2007 roku, jednak w obliczu narastającego konfliktu pomiędzy dwoma głównymi partiami - Ligą Ludową (Awami) i Nacjonalistyczną Partią Bangladeszu (BNP) - kontrolę nad państwem przejęła armia, która wpłynęła na rząd, by ten wprowadził stan wyjątkowy. Ostatecznie wojsko doprowadziło do powołania własnego gabinetu. Stan wyjątkowy zniesiono dopiero w połowie grudnia 2008.

## Wyniki i reakcje
Zwycięstwo odniosła Liga Ludowa. W opinii byłej premier Bangladeszu - Chaledy Zia - zarówno armia, jak i Komisja Wyborcza Bangladeszu sprzyjały Lidze Ludowej.